# Promachus leucopygus
Promachus leucopygus là một loài ruồi trong họ Asilidae. Promachus leucopygus được Walker miêu tả năm 1857. Loài này phân bố ở vùng Cổ Bắc giới và châu Á.